# توماس ريتر
توماس ريتر (بالألمانية: Thomas Ritter)‏ (10 أكتوبر 1967 في ألمانيا - ) هو لاعب كرة قدم ألماني (وحمل سابقاً جنسية ألمانيا الشرقية) في مركز الدفاع. شارك مع منتخب ألمانيا لكرة القدم. أما مع النوادي، فقد لعب مع دينامو دريسدن وشتوتغارت كيكرز ونادي تشانغتشون ياتاي ونادي كارلسروه ونادي كايزرسلاوترن وBischofswerdaer FV 08 ‏ وSC Austria Lustenau ‏ و.

## وصلات خارجية
- توماس ريتر على موقع قاعدة بيانات كرة القدم.إي يو (الإنجليزية)
- توماس ريتر على موقع بيانات كرة القدم. دي إي (الألمانية)
- توماس ريتر على موقع ناشيونال فوتبول تيمز (الإنجليزية)
- توماس ريتر على موقع عالم كرة القدم.نت (الإنجليزية)